# 興平 (漢)
興平（こうへい）は、後漢の献帝劉協の治世に行われた2番目（永漢を除く）の元号。194年 - 195年。

## 出来事
- 元年：興平と改元。
- 2年
  - 7月：献帝、長安を脱出し洛陽を目指す。
  - 12月：安邑（現山西省安邑）に到着。

## 西暦・干支との対照表
| 興平 | 元年  | 2年   |
| 西暦 | 194年 | 195年 |
| 干支 | 甲戌  | 乙亥  |